# Tom Thomson
Tom Thomson, född 5 augusti 1877 i Claremont i Ontario, död 8 juli 1917 i en drunkningsolycka på Canoe Lake, var en kanadensisk konstnär inom art nouveau. Han är internationellt känd för sitt innovativa och expressiva måleri av ödsliga landskap innehållande träd, himmel, sjöar och floder. Hans konst bidrog till att etablera en modernistisk stil med en unik kanadensisk identitet och flera av hans målningar tillhör landets mest ikoniska verk.
Thomson växte upp i en stor familj på en bondgård på Ontarios landsbygd. Han studerade handel i Seattle och arbetade från 1905 som reklamtecknare på Grip Ltd i Toronto där hans kreativitet uppmuntrades av bolagets chefsdesigner. Där träffade han också en grupp unga målare som tillsammans brukade bege sig ut på målarexkursioner i vildmarken under helgerna. Efter Thomsons död kom de att benämns Group of Seven. 
År 1912 kom han för första gången till Algonquins provinspark, ett stort naturskyddsområde i Ontario. Från 1914 tillbringade han större delen av sin tid i Algonquins vildmark där han målade sina främsta verk såsom Norra floden, Spring Ice, The West Wind och The Jack Pine. Han var en skicklig kanotist och agerade guide åt konstnärsvänner och sommarturister, så hans död vid 39 års ålder genom drunkning i Canoe Lake har gett upphov till många spekulationer. Den närbelägna sjön Tom Thomson Lake är uppkallad efter honom.

## Galleri

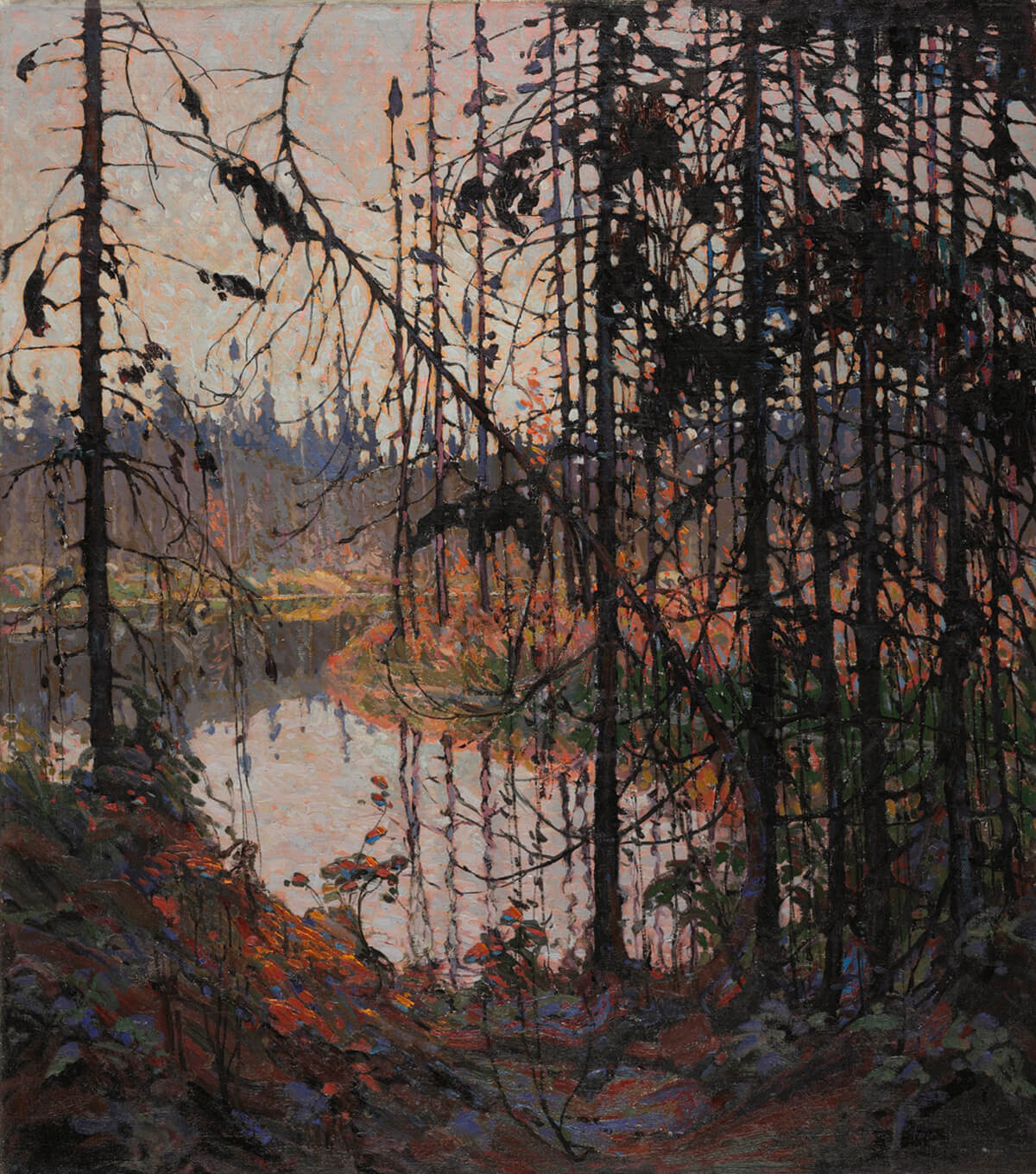
Norra floden (1914–1915), National Gallery of Canada.
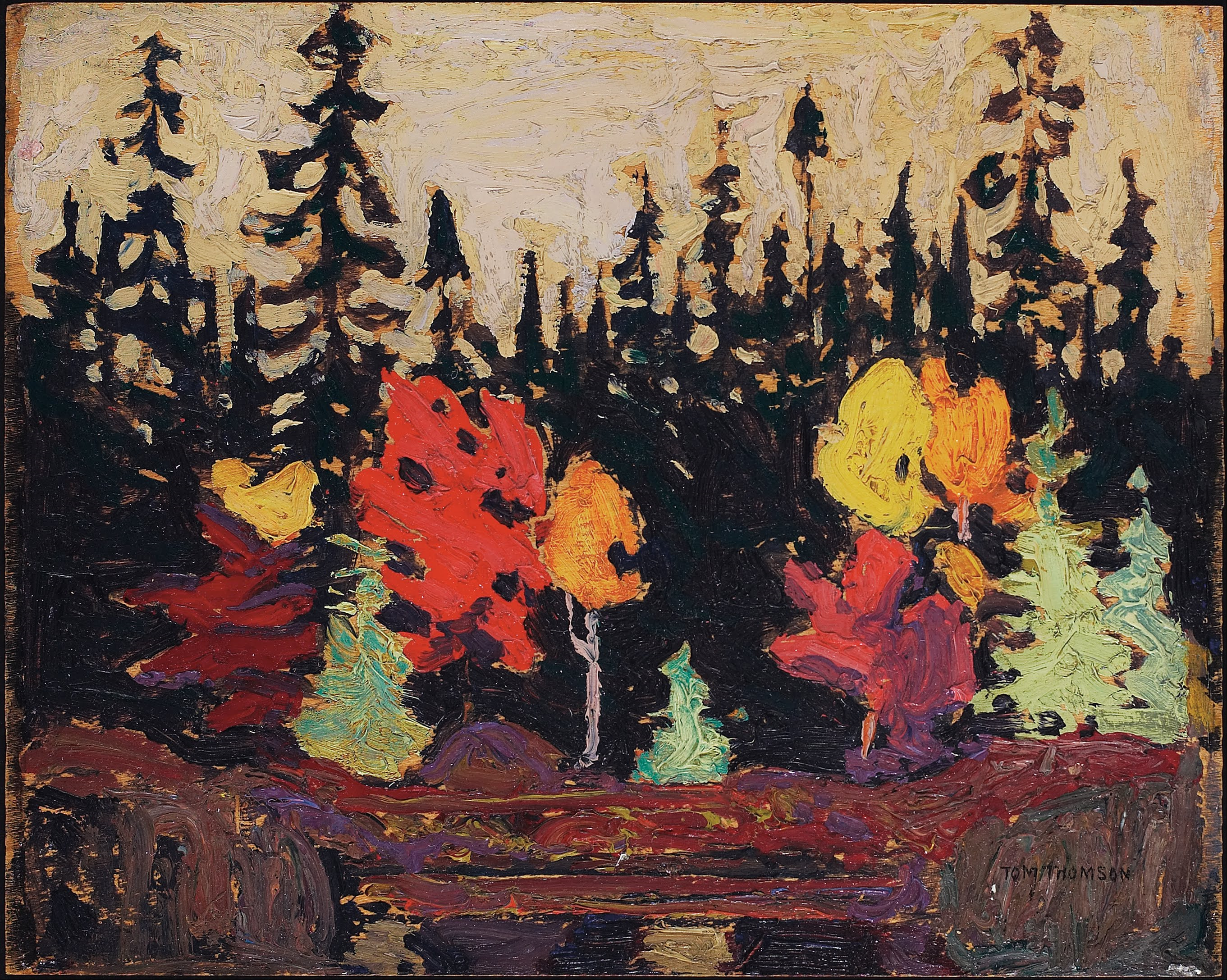
Black Spruce and Maple (1915), skiss. Art Gallery of Ontario, Toronto
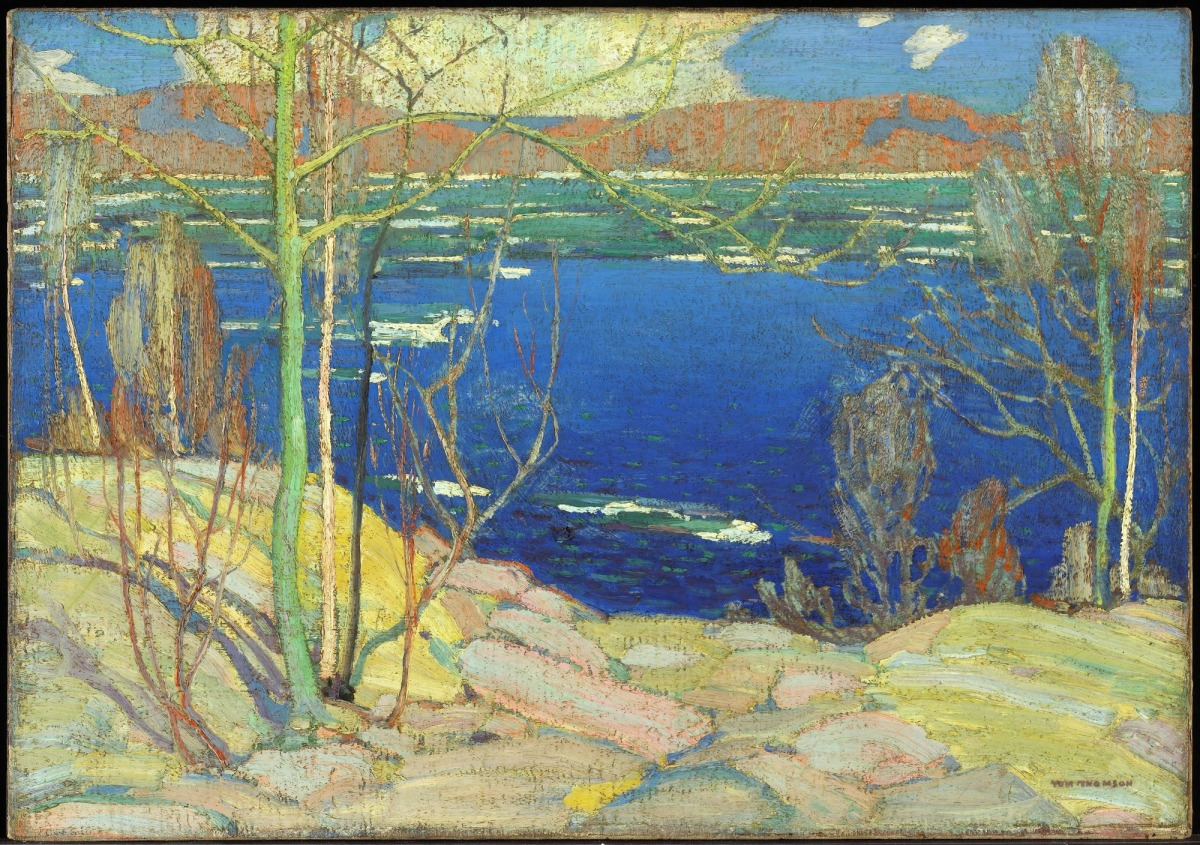
Oljemålningen Spring Ice (1915–1916), National Gallery of Canada.
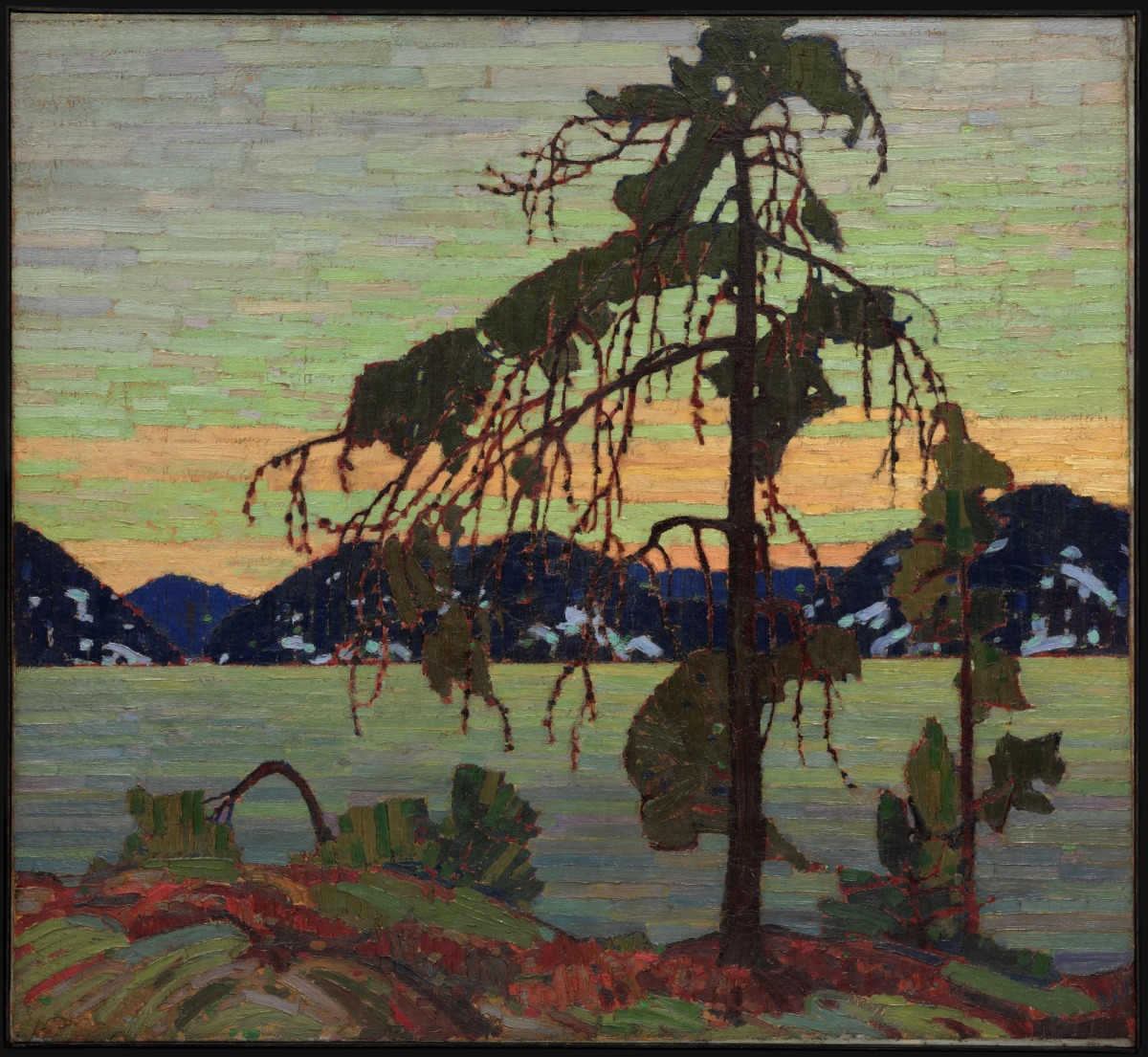
The Jack Pine (1916–1917). 127,9 × 139,8 cm. National Gallery of Canada, Ottawa.
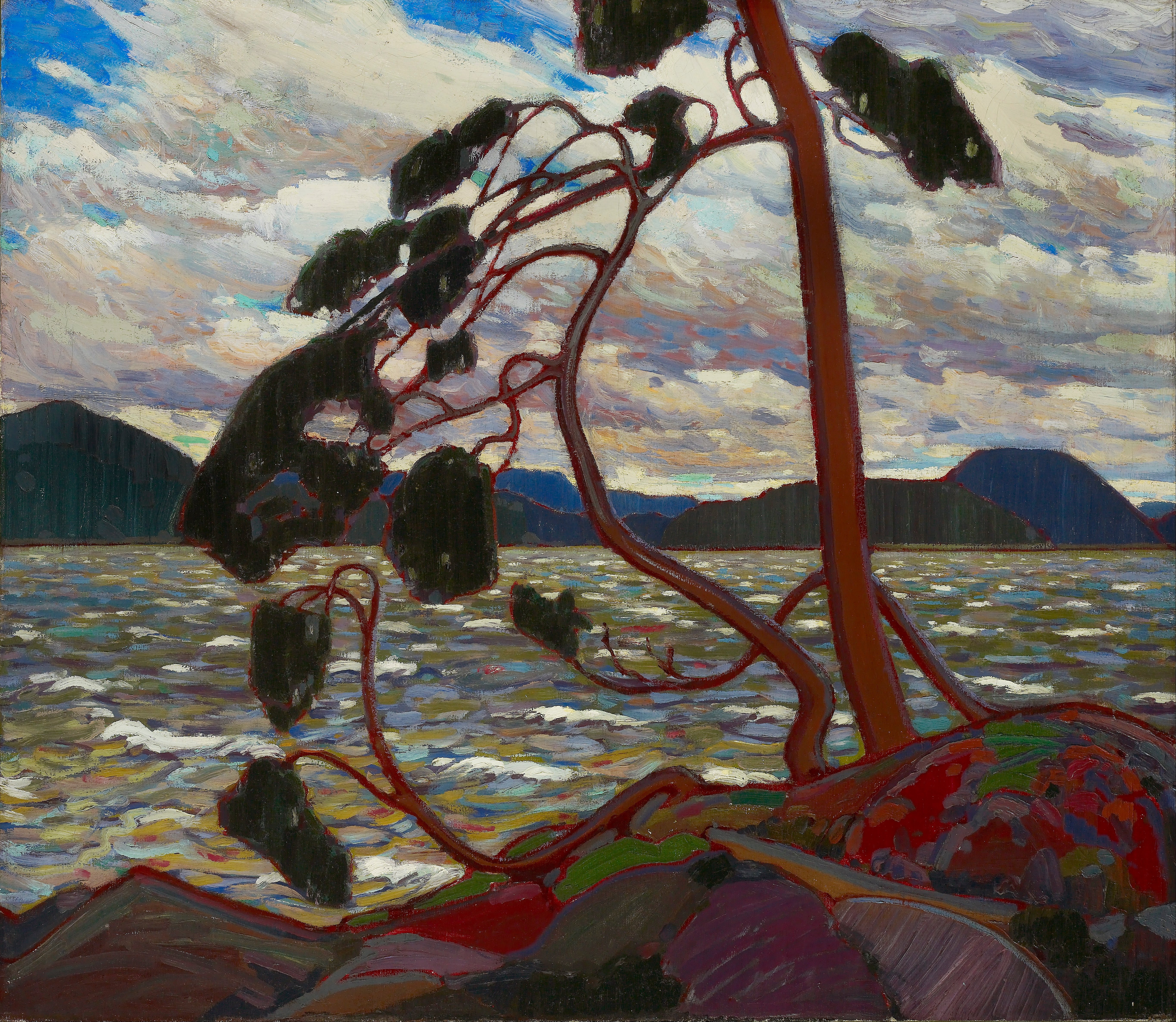
The West Wind (1916–1917), Art Gallery of Ontario.
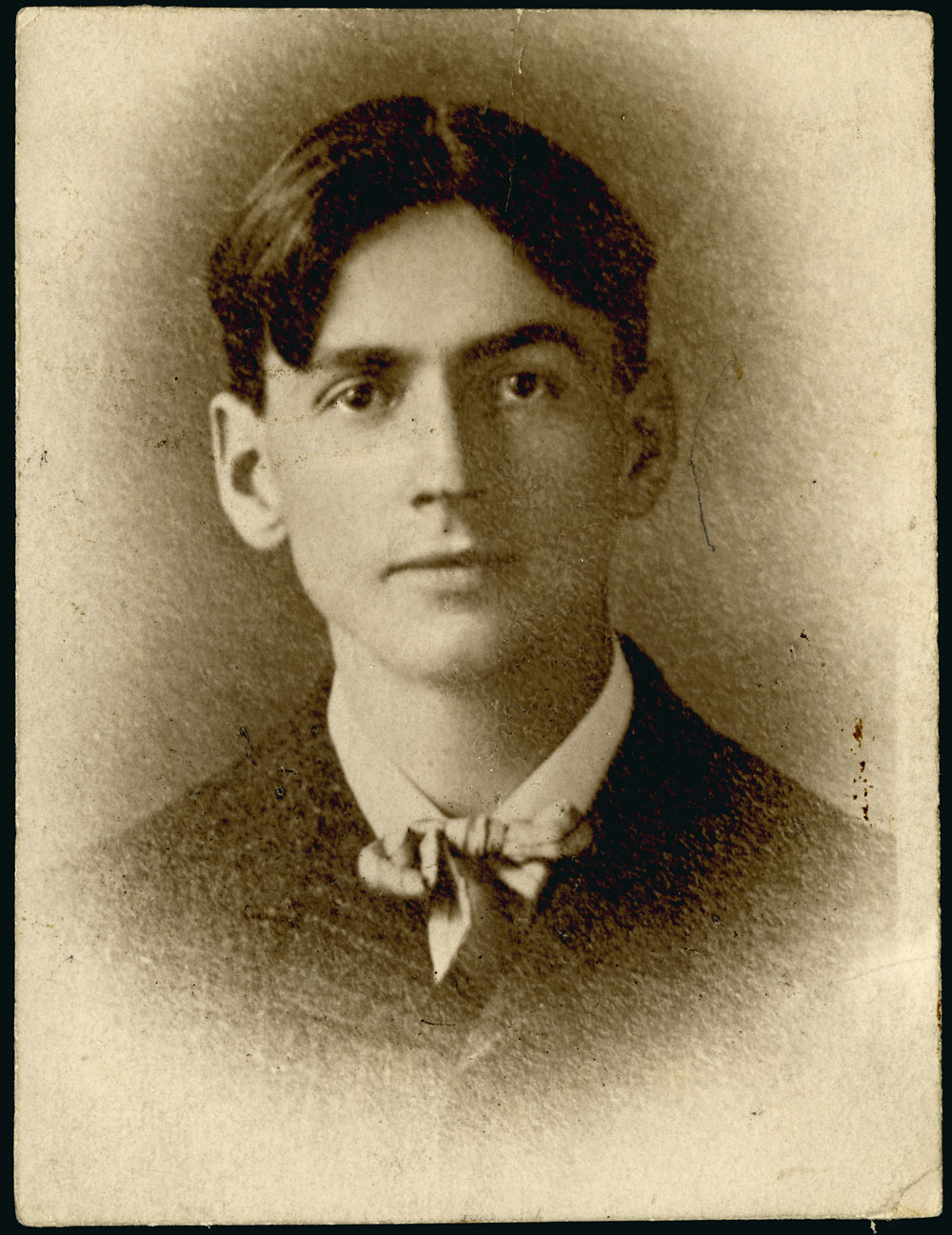
Porträtt av en ung Tom Thomson, ca 1900.
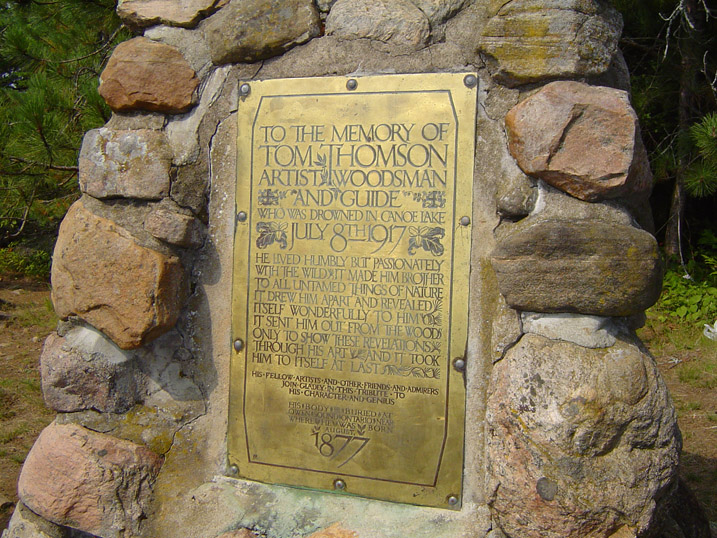
En minnessten över Thomson vid Canoe Lake.